# Ssam
Ssam se refiere a un plato de la cocina coreana en el que se usa verdura de hoja para envolver un trozo de carne, como por ejemplo cerdo. A menudo se acompaña de un condimento conocido como ssamjang, aunque también puede aliñarse con ajo, cebolla y pimienta negra, tanto crudos como cocinados, o con un banchan como el kimchi.
La versión hecha con cerdo cocido al vapor se conoce comúnmente como bossam y es un plato popular en Corea. El ssam también está ganando lentamente popularidad fuera de Corea, en lugares tales como Nueva York o Tokio, donde incluso han abierto algunos bares de ssam.